# Johann Heinrich Sulzer
Johann Heinrich Sulzer ( Winterthur, 18 september 1735 - aldaar, 10 augustus 1813) was een Zwitsers entomoloog.
Sulzer schreef vele belangrijke werken, waaronder twee zeer bijzondere:
- Die Kennzeichen der Insekten, nach Anleitung des Königl (1761)
- Abgekurzte Geschichte der Insecten nach dern Linnaeischen System (1776)

Dit waren de eerste twee boeken over insecten waarin de binominale nomenclatuur van Carl Linnaeus werd opgenomen.
- Bibliothèque nationale de France: cb106898080 (data)
- Gemeinsame Normdatei: 121886018
- Historisch woordenboek van Zwitserland: 014659
- International Standard Name Identifier: 0000 0000 6319 6048
- Library of Congress Control Number: n85814147
- Nationale Bibliotheek van Tsjechië: mzk2009510421
- Nederlandse Thesaurus van Auteursnamen: 246947802
- LIBRIS: 172853
- Système universitaire de documentation: 126209707
- Virtual International Authority File: 62415959
- WorldCat: E39PBJcrfgFBd7fBbkx77Wg9Xd